# Crocidura rhoditis
Crocidura rhoditis (Miller & Hollister, 1921) è un toporagno della famiglia dei Soricidi endemico di Sulawesi.

## Descrizione

### Dimensioni
Toporagno di piccole dimensioni, con la lunghezza della testa e del corpo tra 84 e 88 mm, la lunghezza della coda tra 69 e 74 mm, la lunghezza del piede tra 16,1 e 16,8 mm e un peso fino a 13,2 g.

### Aspetto
La pelliccia è densa. Le parti superiori sono brunastre scure, mentre le parti ventrali sono più chiare con dei riflessi bruno-rossicci chiari. I piedi sono chiari con i peli delle dita biancastri. La coda è poco più corta della testa e del corpo, finemente rivestita di peli marroni scuri con la punta bianca e con alcuni peli più lunghi chiari alla base. 

## Biologia

### Comportamento
È una specie terricola, attiva sia di giorno che di notte.

### Alimentazione
Si nutre di piccoli invertebrati.

## Distribuzione e habitat
Questa specie è diffusa nella parte centrale, sud-occidentale e nord-orientale dell'isola indonesiana di Sulawesi.
Vive nelle foreste primarie e secondarie fino a 3.000 metri di altitudine.

## Conservazione
La IUCN Red List, considerato il vasto areale e la popolazione presumibilmente numerosa, classifica C.rhoditis come specie a rischio minimo (Least Concern).